# Czerwen brjag (gmina)
Czerwen brjag (bułg. Община Червен бряг) – gmina w północnej Bułgarii, w obwodzie Plewen.

## Miejscowości
Miejscowości wchodzące w skład gminy Czerwen brjag:
- Breste (bułg.: Бресте),
- Czerwen brjag (bułg.: Червен бряг) − siedziba gminy,
- Czomakowci (bułg.: Чомаковци),
- Dewenci (bułg.: Девенци),
- Gława (bułg.: Глава),
- Gornik (bułg.: Горник),
- Kojnare (bułg.: Койнаре),
- Lepica (bułg.: Лепица),
- Radomirci (bułg.: Радомирци),
- Rakita (bułg.: Ракита),
- Reselec (bułg.: Реселец),
- Rupci (bułg.: Рупци),
- Suchacze (bułg.: Сухаче).